# فردو
فُردو، روستایی در دهستان فردو بخش فردو شهرستان کهک در استان قم ایران است. این روستا، مرکز بخش فردو است.

## ساختار روستا و مناطق گردشگری
بنا بر مدخل فردو در فرهنگ جغرافیایی ایران، فردو قصبه‌ای است جزء دهستان قهستان و ناحیه‌ای است کوهستانی و سردسیر که از ۲۰ رشته قنات مشروب می‌شود. محصولاتش غلات، بادام، گردو، قیسی، صیفی، لبنیات و عسل است. اهالی به کشاورزی و گله‌داری گذران می‌کنند. از صنایع دستی زنان کرباس بافی و قالی بافی است. پنیر این ده معروف است. در زمانهای گذشته در فصل تابستان از این ده برف به قم حمل می‌شد. راه فرعی نیز به شهر قم از این روستا وجود دارد. امامزاده‌ای به نام بوره در این دهستان قرار دارد که نسب شریف چهار امامزاده شامل سیدحسین، حلیمه خاتون، زینب خاتون و ابوالفضل محمد معروف به بوره در روستای فردو با شش واسطه به امام هفتم منتهی می‌شود.
این امامزادگان به چهار امامزاده و امامزاده بوره شهرت دارند بنا به نوشته مرحوم عباس فیض (ره) فرزندان ابوالفضل محمد بن ابی عبدالله حسین موسوی است که در قم سکونت داشته و به منطقه فردو مهاجرت کرده و در این مکان وفات کرده‌اند. اسدآباد، ارسک، دیاغش، چشمه دراز، تجرغش، کشت خانه، وردیل، زنجیران، وسف، احمدآباد سله زار جزء این ده است. با رونق باغداری اکنون گیلاس تک‌دانه این روستا در تمام میدان‌ها تره بار ایران نامی شناخته شده و منحصر به فرد است. در تابستان از قراء اطراف برای تعلیف احشام به کوه‌های این ده می‌آیند. این روستا از جنوب غربی به کوه چال از جنوب شرقی به کوه عبدالوهاب و از شرق به کوه سلطان سعید شاه خاوه محدود می‌شود. نام روستای فردو برگرفته از کلمه فردوس به معنای بهشت است.
در دوران جنگ تحمیلی رزمندگان این روستا با فرماندهی ش هی د جعفر حیدریان عازم نبرد شدند و با تقدیم بیش از ۱۲۰ شهید و ۳۰۰ جانباز به عنوان یکی از روستاهای نمونه در کشور معرفی گردید.
روستای کوهپایه‌ای فردو بافت مسکونی متراکمی دارد که خانه‌های روستا برای غلبه بر شیب طبیعی زمین و امنیت بیشتر در کنار یکدیگر و اکثر در یک طبقه و به‌ندرت در دو طبقه با سقف‌های مسطح ساخته شده‌اند. دیوارهای خانه‌ها ضخیم و در و پنجره‌های چوبی و آهنی دارند. مصالح عمده به کار رفته در ساخت اکثر واحدها مسکونی آجر، خشت، کاهگل، گچ، سیمان و آهن است.
ازجمله جاهای دیدنی در جنوب این روستا آبشار معروف به باغچه نبات فردو است. محیط زیست طبیعی روستای فردو جزو بهترین زیستگاه‌های وحوش محسوب شده و روستای فردو در منتهی الیه جنوب شرقی منطقه شکار ممنوع کهک قم واقع شده و از جنوب با پناهگاه حیات وحش جاسب دلیجان هم‌مرز است. از گونه‌های جانوری طبیعت فردو می‌توان به قوچ‌ومیش وحشی (از نژاد اصفهانی) کل و بز، گربه پالاس، گرگ، روباه، سمور، سنجاب درختی، پایکا، هامستر دم‌دراز و انواع پرندگان همچون عقاب طلائی، سارگپه، دلیجه، قرقی، کبک، کبوترجنگلی و غیره نام برد. یک پاسگاه محیط‌بانی در کنار جاده فردو به مزرعه وسف تأسیس شده است که محیط بانان با استقرار در آن به حفاظت از حیات وحش منطقه می‌پردازند.

## جمعیت
بر پایه سرشماری عمومی نفوس و مسکن در سال ۱۳۹۵، جمعیت این روستا برابر با ۸۳۹ نفر (۳۰۳ خانوار) بوده است.